# Direction centrale des Renseignements généraux
La direction centrale des Renseignements généraux (DCRG), souvent appelée Renseignements généraux (RG), est un ancien service de renseignement français dépendant de la direction générale de la Police nationale (DGPN). Créés en 1907 sous cette appellation, les RG ont pour principal objectif de renseigner le gouvernement sur tout mouvement pouvant porter atteinte à l'État. Ses agissements secrets et la surveillance qu'ils pratiquent conduisent les RG, à plusieurs reprises, à être accusés de constituer une police politique. En conséquence plusieurs affaires les ont concernés.
Dans un but de rationalisation, les RG et la direction de la Surveillance du territoire (DST) fusionnent le 1er juillet 2008, pour devenir la direction centrale du Renseignement intérieur (DCRI), et forment à ce titre le plus important service de renseignement intérieur français. Une partie de ses prérogatives est par ailleurs confiée à la nouvelle Sous-direction de l'information générale (SDIG), créée au sein de la direction centrale de la Sécurité publique (DCSP), la branche « courses et jeux » des RG étant, quant à elle, transférée à la direction centrale de la Police judiciaire (DCPJ).
Alors que la réforme de 2008 avait dissout les Renseignements généraux et dispersé ses effectifs dans différentes administrations, en décembre 2014, le gouvernement Valls a reformé un service des renseignements généraux appelé service central du renseignement territorial (SCRT) chargé de renseigner le gouvernement sur l'état de l'opinion et les mouvements sociaux. Le rapport parlementaire précise selon plusieurs sources que « les renseignements recherchés concernent tous les domaines de la vie institutionnelle, économique et sociale susceptibles d'entraîner des mouvements revendicatifs ou protestataires ». Le service central du renseignement territorial (SCRT) reste malgré tout rattaché à la Direction de la Sécurité Publique contrairement à la DCRG qui était une direction à part entière.
En outre, les contestations relatives aux ZAD sont l'une des motivations de cette régénération des Renseignements généraux comme l'indique l'allocution du 17 juin 2013 du ministre de l'Intérieur Manuel Valls en ces termes : « Parallèlement, d'autres menaces doivent être prises en considération, comme celles issues de certains mouvements contestataires animalistes, environnementalistes, anti-nucléaire. »

## Histoire
Le décret impérial du 25 mars 1811 crée les premiers « commissaires spéciaux » attachés à la surveillance de l'opinion — ce qui répond alors à une conception typiquement napoléonienne de la police. L'article 7 précise leurs  attributions : « surveiller particulièrement l'esprit public des habitants, les opérations de commerce et celles de la conscription, le service des douanes, le mouvement des ports, la ligne des côtes et des frontières, les communications avec l'étranger, les subsistances, la librairie, l'instruction publique, les associations politiques et religieuses et, en général, toutes les parties de l'administration et des services publics ». Les 34 commissariats spéciaux installés aux frontières ou dans des ports disparaissent temporairement après la fin de l'Empire. C'est sur leur modèle qu'est créée en 1835 une « police spéciale » placée auprès des préfets et officiellement chargée de la police des chemins de fer. Les fonctions de cette « police spéciale » sont progressivement élargies au renseignement politique et la lutte contre l'anarchisme (décret du 23 décembre 1893).
Peu après la création en 1907 des Brigades du Tigre — qui devinrent la Police judiciaire — est créée par Célestin Hennion une Brigade des Renseignements généraux. La création d'un tel service s'inscrit dans un climat politique tendu, où la Troisième République fait l'objet de virulentes critiques de divers courants d'oppositions : des royalistes, bonapartistes, des boulangistes, des anarchistes, ou encore divers courants révolutionnaires socialistes.
À l'arrivée du Front populaire, ce dernier veut centraliser encore davantage les services de renseignement français, et crée à ce titre en 1937 la Direction des services de renseignements généraux et de la police administrative, qui devient l'année suivante l'Inspection générale des services de renseignements généraux et de la police administrative. Mais un manque de financement met à mal les ambitions de ce nouveau service de renseignement chargé de traquer, à partir de l'entrée en guerre contre l'Allemagne, les membres du Parti communiste alors interdit en France.
L'instauration du régime de Vichy, durant la Seconde Guerre mondiale, voit la réorganisation de la police, et la création, à partir des services des RG, des Brigades spéciales (BS), chargées de collaborer avec les diverses polices nazies (Abwehr, la SD, service de renseignement de la Schutzstaffel (SS), la Sipo, qui regroupant la Gestapo, la Kripo, et la GFP). À la fin de l'occupation, ces services allemands étaient tous regroupés sous la tutelle de la RSHA. Les Brigades spéciales sont spécialisées dans la traque aux « ennemis intérieurs », aux dissidents, aux prisonniers évadés, aux Juifs, et plus tard, aux réfractaires au service du travail obligatoire (STO).

### De la Libération à la fin du gaullisme
La fin de la Seconde Guerre mondiale voit la conservation du service de renseignement de la « vie politique, économique et sociale » du pays — avec la surveillance, entre autres, des hippodromes et des établissements de jeux, lieux par excellence où transite beaucoup d'argent.
Les années qui suivent la Seconde Guerre mondiale sont très tendues, avec le début de la guerre froide, les conflits coloniaux, et surtout les violences issues de la guerre d'Algérie — mais aussi, divers mouvements sociaux : ainsi, ceux de Mai 68. Les RG bénéficient du soutien appuyé du Ministre de l'Intérieur Raymond Marcellin qui permet une montée en puissance du service dans la France de l'après-Mai 68.
La mission principale des RG étant d'informer le pouvoir sur l'état de l'opinion publique, les RG lancent leurs propres sondages dès 1962. Ils sont parmi les seuls à prédire une mise en ballottage du général de Gaulle lors de l'élection présidentielle française de 1965. En 1974, le ministre de l'Intérieur Jacques Chirac commande un sondage aux RG au sujet de la prochaine élection présidentielle. Les services effectuent des simulations et apprennent à Jacques Chirac que Jacques Chaban-Delmas n'aurait aucune chance de victoire contre François Mitterrand, contrairement à Valéry Giscard d'Estaing. Chirac se base sur ce sondage interne des RG pour décider de lâcher Chaban-Delmas et se rallier à Valéry Giscard d'Estaing.
Les RG commencent à recruter des femmes tout à la fin des années 1970 et au début des années 1980.

### De l'alternance de 1981 à aujourd'hui
L'alternance de 1981 et la reprise en main du service par le ministre de l'Intérieur Gaston Defferre modifie le fonctionnement des Renseignements généraux. Alors qu'ils étaient utilisés comme une police politique à la tâche principalement anti-communiste et contre-insurrectionnelle sous le gaullisme et le giscardisme, les RG commencent à traquer également les milices et groupuscules d'extrême-droite.
Lors de la Première cohabitation, Charles Pasqua est nommé Ministre de l'Intérieur. Méfiant à l'égard des Renseignements généraux, il préfère utiliser ses propres réseaux afin d'obtenir les informations nécessaires.
Le service des RG a fusionné avec la direction de la Surveillance du territoire (DST) le 1er juillet 2008 pour devenir la direction centrale du Renseignement intérieur (DCRI) d'un côté et la Sous-direction de l'information générale (SDIG) de l'autre. Environ 80 % du personnel a été affecté à la DCRI, la branche « courses et jeux » de la DCRG étant transférée à la direction centrale de la Police judiciaire (DCPJ) au sein d'un Service central des courses et jeux (SCCJ). Quant à la préfecture de police de Paris, sa direction des Renseignements généraux (RGPP), historiquement très particulariste, est demeurée autonome par rapport à cette nouvelle DCRI et s'est vue rebaptiser direction du Renseignement de la préfecture de police de Paris (DRPP).
Fin 2009, une réflexion est engagée au ministère de l'Intérieur sur la possibilité de créer une nouvelle direction du Renseignement sur le modèle des anciens RG, qui pourrait être composée à parité de policiers et de gendarmes.
En mai 2014, la SDIG devient le service central du renseignement territorial (SCRT), toujours rattaché à la direction centrale de la Sécurité publique. Ses missions sont identiques à celles des anciens RG mais elle ne traite plus les affaires de terrorisme. Un certain nombre de gendarmes sont également détachés dans ces services.
En 2017, est créé le Service national des enquêtes administratives de sécurité (Sneas) dont l'objectif est de réaliser "des enquêtes administratives destinées à vérifier, au regard de l'objectif de prévention du terrorisme et des atteintes à la sécurité et à l'ordre public et à la sûreté de l'État, que le comportement de personnes physiques ou morales n'est pas incompatible avec l'autorisation d'accès à des sites sensibles ou l'exercice de missions ou fonctions sensibles dont elles sont titulaires ou auxquelles elles prétendent, ou avec l'utilisation de matériels ou produits présentant un caractère dangereux". Le Canard enchaîné estime que cette création est une « ressuscitation » des RG.

## Organisation
La DCRG, avec ses directions zonales, régionales, départementales et ses services d'arrondissement, était forte d'environ 3 450 fonctionnaires, RG-PP exclus (680 hommes), étant divisée en 2007 en quatre sous-directions :
- la sous-direction de la Recherche, comprenant notamment[évasif] la SNRO, Section nationale de recherches opérationnelles (environ 120 hommes), chargée de la surveillance des groupes à risque, en particulier terroristes[15] ;
- la sous-direction de l'Analyse, de la Prospective et des Faits de société ; elle comportait une section surveillant la presse, une section surveillant les activités des partis politiques et une section surveillant les syndicats ouvriers et professionnels[16].
- la sous-direction des Ressources et Méthodes ;
- la sous-direction des Courses et des Jeux (environ 120 hommes).

Outre ces quatre sous-directions regroupant 7 sections, il existait une huitième section, Enquêtes et Habilitations, située rue aux Ours, dans le 3e arrondissement de Paris.
Les membres des RG étaient assujettis au régime général des fonctionnaires. Ils ne bénéficiaient pas des garanties offertes aux agents de la direction de la Surveillance du territoire couverts par le secret de la défense nationale (l'anonymat notamment), ce qui n'empêchait pas certains d'être néanmoins habilités, les dossiers étant parfois classés.
Bien que tous les fonctionnaires de la police nationale aient eu une qualification judiciaire (APJ ou OPJ), les agents travaillant aux Renseignements généraux perdaient leur habilitation tant qu'ils exerçaient dans cette direction, à l'exception de ceux appartenant à la sous-direction des jeux et casinos.

## Directeurs ou responsables sommitaux
| Directeur           | Début de service | Fin de service | Grade                                                                                         |
| ------------------- | ---------------- | -------------- | --------------------------------------------------------------------------------------------- |
| Jean France         | 1907             | 1913           | Chef du service des renseignements généraux de police administrative                          |
| Auguste Moreau      | 1913             | 1917           | Contrôleur général des services de police administrative                                      |
| Antoine Pierrette   | 1917             | 1927           | Contrôleur général, chargé de la direction des services de police administrative              |
| Charles Allec       | 1927             | 1933           | Contrôleur général, chargé de la direction des services de police administrative              |
| Paulin Profizy      | 1933             | 1937           | Contrôleur général, chargé de la direction des services de police administrative              |
| Jacques Chevreux    | 1937             | 1938           | Directeur des renseignements généraux                                                         |
| Léon Blanc          | 1938             | 1941           | Inspecteur général des services de police administrative                                      |
| Léon Blanc          | 1941             | 1941           | Inspecteur général, chef du service des renseignements généraux                               |
| André Boutemy       | 1941             | 1942           | Intendant de police, chargé des fonctions de chef des renseignements généraux                 |
| André Boutemy       | 1942             | 1943           | Directeur des renseignements généraux                                                         |
| Paul Escandé        | 1943             | 1944           | Directeur de la sécurité générale et des renseignements généraux (commissariat à l'Intérieur) |
| Germain Vidal       | 1944             | 1951           | Directeur des renseignements généraux                                                         |
| Georges Moulins     | 1951             | 1955           | Directeur des renseignements généraux                                                         |
| Jean-Émile Vié      | 1955             | 1961           | Directeur des renseignements généraux                                                         |
| Jules Plettner      | 1961             | 1963           | Directeur des renseignements généraux                                                         |
| Henri Boucoiran     | 1963             | 1968           | Directeur des renseignements généraux                                                         |
| Jacques Lenoir      | 1968             | 1969           | Directeur des renseignements généraux                                                         |
| Jacques Lenoir      | 1969             | 1971           | Directeur central des renseignements généraux                                                 |
| Louis Morel         | 1971             | 1972           | Directeur central des renseignements généraux                                                 |
| Eugène Camata       | 1972             | 1974           | Directeur central des renseignements généraux                                                 |
| Marc Buchet         | 1974             | 1977           | Directeur central des renseignements généraux                                                 |
| Raymond Cham        | 1977             | 1981           | Directeur central des renseignements généraux                                                 |
| Paul Roux           | 1981             | 1983           | Directeur central des renseignements généraux                                                 |
| Pierre Chassigneux  | 1983             | 1986           | Directeur central des renseignements généraux                                                 |
| Philippe Massoni    | 1986             | 1988           | Directeur central des renseignements généraux                                                 |
| Jacques Fournet     | 1988             | 1990           | Directeur central des renseignements généraux                                                 |
| Jean-Jacques Pascal | 1990             | 1992           | Directeur central des renseignements généraux                                                 |
| Yves Bertrand       | 1992             | 1994           | Chef du service central des renseignements généraux                                           |
| Yves Bertrand       | 1994             | 2004           | Directeur central des renseignements généraux                                                 |
| Pascal Mailhos      | 2004             | 2006           | Directeur central des renseignements généraux                                                 |
| Joël Bouchité       | 2006             | 2008           | Directeur central des renseignements généraux                                                 |

## Critiques et affaires
Les dossiers des poursuites contre des nationalistes corses, comme celui de l'assassinat de Claude Érignac et des poursuites contre Yvan Colonna, et contre des nationalistes bretons dans l'affaire de Plévin, amenèrent régulièrement des critiques contre le travail de la direction centrale des Renseignements généraux[réf. nécessaire].